# Almorox
Almorox és un municipi de la província de Toledo, a la comunitat autònoma de Castella la Manxa. Limita amb Cenicientos, Cadalso de los Vidrios, San Martín de Valdeiglesias i Villa del Prado a la província de Madrid i Santa Cruz del Retamar, Escalona i Paredes de Escalona, a la de Toledo.

## Administració
| Període      | Nom de l'alcalde/-essa                                    | Partit polític | Data de possessió |
| ------------ | --------------------------------------------------------- | -------------- | ----------------- |
| 1979 - 1983  | Rafael Silván Sen                                         | UCD            | 19/04/1979        |
| 1983 - 1987  | Adoración Silván Testillano                               | PSOE           | 28/05/1983        |
| 1987 - 1991  | Braulio Peña Sen (27/04/1989) Adoración Silván Testillano | PP PSOE        | 30/06/1987        |
| 1991 - 1995  | Jesús Miguel Cortés                                       | PP             | 15/06/1991        |
| 1995 - 1999  | Jesús Miguel Cortés                                       | PP             | 17/06/1995        |
| 1999 - 2003  | M. Julia Sen Benito                                       | PP             | 03/07/1999        |
| 2003 - 2007  | Celestino González del Casar                              | PSOE           | 14/06/2003        |
| 2007 - 2011  | Celestino González del Casar                              | PSOE           | 16/06/2007        |
| 2011 - 2015  | Julia Notario                                             | PP             | 11/06/2011        |
| 2015 - 2019  | n/d                                                       | n/d            | 13/06/2015        |
| 2019 - 2023  | n/d                                                       | n/d            | 15/06/2019        |
| Des del 2023 | n/d                                                       | n/d            | 17/06/2023        |